# Avot
Avot é uma comuna francesa na região administrativa da Borgonha-Franco-Condado, no departamento de Côte-d'Or. Estende-se por uma área de 21,43 km². Em 2010 a comuna tinha 187 habitantes (densidade: 8,7 hab./km²).